# Expedición de Quevedo

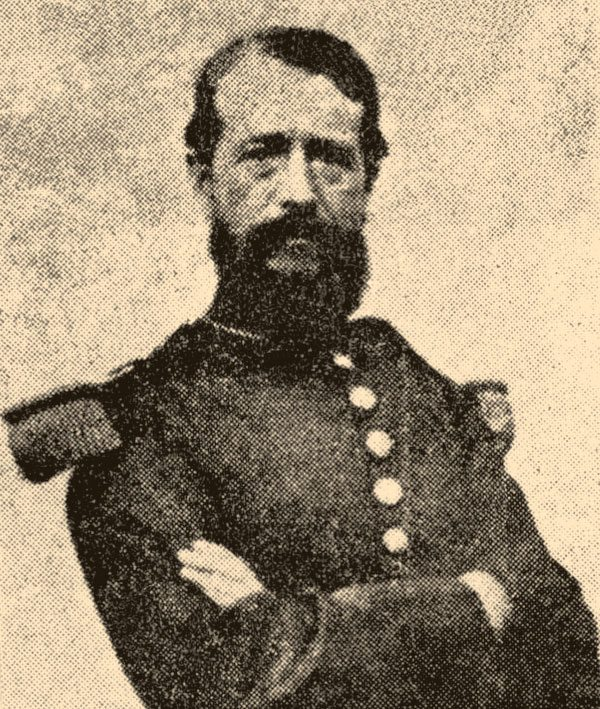
Quintín Quevedo.

La Expedición de Quevedo fue organizada desde Valparaíso por Quintín Quevedo para derrocar al gobierno de Agustín Morales en Bolivia en julio de 1872 por medio de un desembarco armado de insurgentes. El intento fracasó, pero tuvo serias consecuencias en las relaciones entre Perú, Bolivia y Chile.

## Organización
Cuando Agustín Morales derrocó a Mariano Melgarejo, muchos de los partidarios del fenecido gobernante salieron a Perú y a Chile. Entre ellos se encontraba el general Quintín Quevedo, quien fue encargado por los exiliados de organizar y pertrechar una fuerza capaz de desembarcar y ocupar en Antofagasta y desde allí marchar y copar al gobierno de La Paz. Quevedo compró las armas en Valparaíso, contrató los servicios de la nave Tomé y se dispuso a zarpar.: 355 

## Bustillo exige medidas
En aquel tiempo, el político boliviano Rafael Bustillo se encontraba en Santiago y fue informado confidencialmente por el expresidente peruano Manuel Pardo, exiliado en Chile, que se preparaba una asonada contra su gobierno. Bustillo exigió del gobierno chileno, en la persona de Adolfo Ibañez, medidas para impedir el intento, lo que se hizo. Se incautaron las armas, se detuvo a 114 insurgentes y se advirtió a Quevedo de que el gobierno no permitiría esa intervención.: 355 
A pesar de la advertencia, los conspiradores continuaron su trabajo y lograron reorganizar la expedición con dos naves pequeñas, el Paquete de Maule y la Vapor María Luisa (R.N. Burr y Gonzalo Bulnes mencionan el Paquete de los Vilos como nave.: 122 ), incluso bajo la atenta mirada de Bustillo. Bustillo una vez más exigió la detención de la empresa al gobierno de Federico Errázuriz, que a su vez informó al representante boliviano que el intendente de Valparaíso, Francisco Echaurren Huidobro, había inspeccionado las naves y sus tripulantes sin encontrar armas ni planes.

## Desembarco en Antofagasta y desenlace
El 6 de agosto, sin embargo, Quevedo pudo desembarcar en Antofagasta, y tomar la plaza, donde exigió 10.000 Bolivianos a los empresarios de la ciudad como aporte a la rebelión. Desde allí se embarcó a Tocopilla para marchar a pie hasta Cobija donde estaban las tropas gobiernistas. Estas tropas, bajo el mando de Ruperto Fernández, se embarcaron hasta Mejillones desde donde marcharían a Antofagasta, pero cuando se enteraron de que Quevedo estaba en Tocopilla volvieron a Cobija desde donde, por mar y tierra, se acercaron a Tocopilla. El 22 de agosto se produjo el combate entre las fuerzas gobiernistas y los insurrectos, quienes fueron derrotados. Quevedo pidió asilo en la Corbeta Esmeralda, al mando de Luis Lynch, anclada en la bahía, para después dirigirse a Perú.: 356 

## Consecuencias
El conato no tuvo consecuencias para la política interior boliviana, pero sí para las relaciones entre los tres países que años más tarde serían los beligerantes de la guerra del Pacífico. Tras sus acusaciones e insinuaciones contra el gobierno de Chile, Bustillo debió salir de Chile. La expedición interrumpió las negociaciones que conducirían al acuerdo Lindsay-Corral, pero no logró impedir un acuerdo, aunque posteriormente la Asamblea boliviana no aprobó el tratado.
Temiendo una ocupación chilena de Antofagasta, Bolivia firmó secretamente con Perú el Tratado de Alianza Defensiva (Perú-Bolivia) que, tras su conocimiento público en 1879 durante la crisis que antecedió la guerra, fue interpretado por Chile como un tratado que impedía la existencia pacífica de las tres naciones.